# Stichopogon peregrinus
Stichopogon peregrinus là một loài ruồi trong họ Asilidae. Stichopogon peregrinus được Osten-Sacken miêu tả năm 1882. Loài này phân bố ở miền Ấn Độ - Mã Lai.